# Казанско-Вятская епархия
Каза́нско-Вя́тская епа́рхия — каноническое, структурное и территориально-административное подразделение Русской православной старообрядческой церкви на территории Татарстана, Удмуртии, Марий Эл, Чувашии, Мордовии, Кировской и Ульяновской областей.
Кафедральный город — Казань. Кафедральный храм — собор явления Казанской иконы Пресвятой Богородицы
С 7 августа 2011 года епархию возглавляет епископ Евфимий (Дубинов). Иконом епархии — протоиерей Геннадий Четвергов.

## История
Основана в 1856 году, когда во епископа Казанского был поставлен Пафнутий (Шикин), сыгравший важную роль в истории старообрядчества, особенно в принятии Окружного послания. Его основной резиденцией был Черемшанский монастырь под Хвалынском, но он часто приезжал в Казань, тайно жил в доме И. П. Карпова. Казанские старообрядцы Белокриницкого согласия в большинстве своём были «окружниками».
Преемник епископа Пафнутия епископ Иоасаф (Зеленкин) имел резиденцию при старообрядческой часовне, располагавшейся в доме купца И. П. Карпова на Большой Проломной улице.
Настоящий расцвет старообрядчества как в Казанской епархии так и по всей России начался после издания царского указа «Об укреплении начал веротерпимости» в 1905 году, прекративший преследования в отношение старообрядцев. В Казани были зарегистрированы Община старообрядцев, приемлющих священство Белокриницкой иерархии и другие старообрядческие согласия. Самой многочисленной была община старообрядцев, приемлющих священство, что было типично для крупных городов.
После октябрьской революции наступил период гонений. Епископ Филарет (Паршиков) бежал с белой армией его смерти управление епархией перешло по всей видимости к архиепископу Мелетию (Картушину). В середине 1930-х годов епархия находилась в управлении епископа Гурия (Спирина), который управлял епархией до своей смерти в 1937 году.
Репрессии обрушились на старообрядцев даже с большей силой чем на представителей Русской православной церкви. В итоге были разрушены социальная и материальная основа существования старообрядческих общин; структура их жизнедеятельности.
Епархия была воссоздана в 1997 году решением Освященного Собора.
Решением Освященного Собора от 20-22 октября 1999 года, установившего границы епархий РПСЦ, в состав Казанско-Вятской епархии включались: Татарстан, Кировская область, Марий-Эл, Чувашия, Мордовия, Удмуртия, Ульяновская область. Кафедральным собор был утверждён «собор во имя явления чудотворныя иконы Пресвятыя Богородицы во граде Казани».
В 2002 году епископом Андрианом (Четверговым) был возобновлён ежегодный Великорецкий крестный ход

## Управляющие епархией
- Пафнутий (Шикин) (10 января 1856 — 10 декабря 1890)
- Иоасаф (Зеленкин) (28 марта 1893 — 27 марта 1912)
- Александр (Богатенко) (18 сентября 1912 — 9 марта 1914) в/у, еп. Рязанский
- Филарет (Паршиков) (9 марта 1914 — 21 октября 1930)
- Мелетий (Картушин) (1930 — сер. 1930-х)
- Гурий (Спирин) (сер. 1930-х — 1937)
- Алимпий (Гусев) (22 октября 1999 — 29 апреля 2001) в/у, митр. Московский
- Андриан (Четвергов) (29 апреля 2001 — 9 февраля 2004)
- Корнилий (Титов) (21 июля 2005 — 7 августа 2011) с 23 октября 2005 года в/у, митр. Московский
- Евфимий (Дубинов) (с 7 августа 2011)